# Magnus Silfverhielm

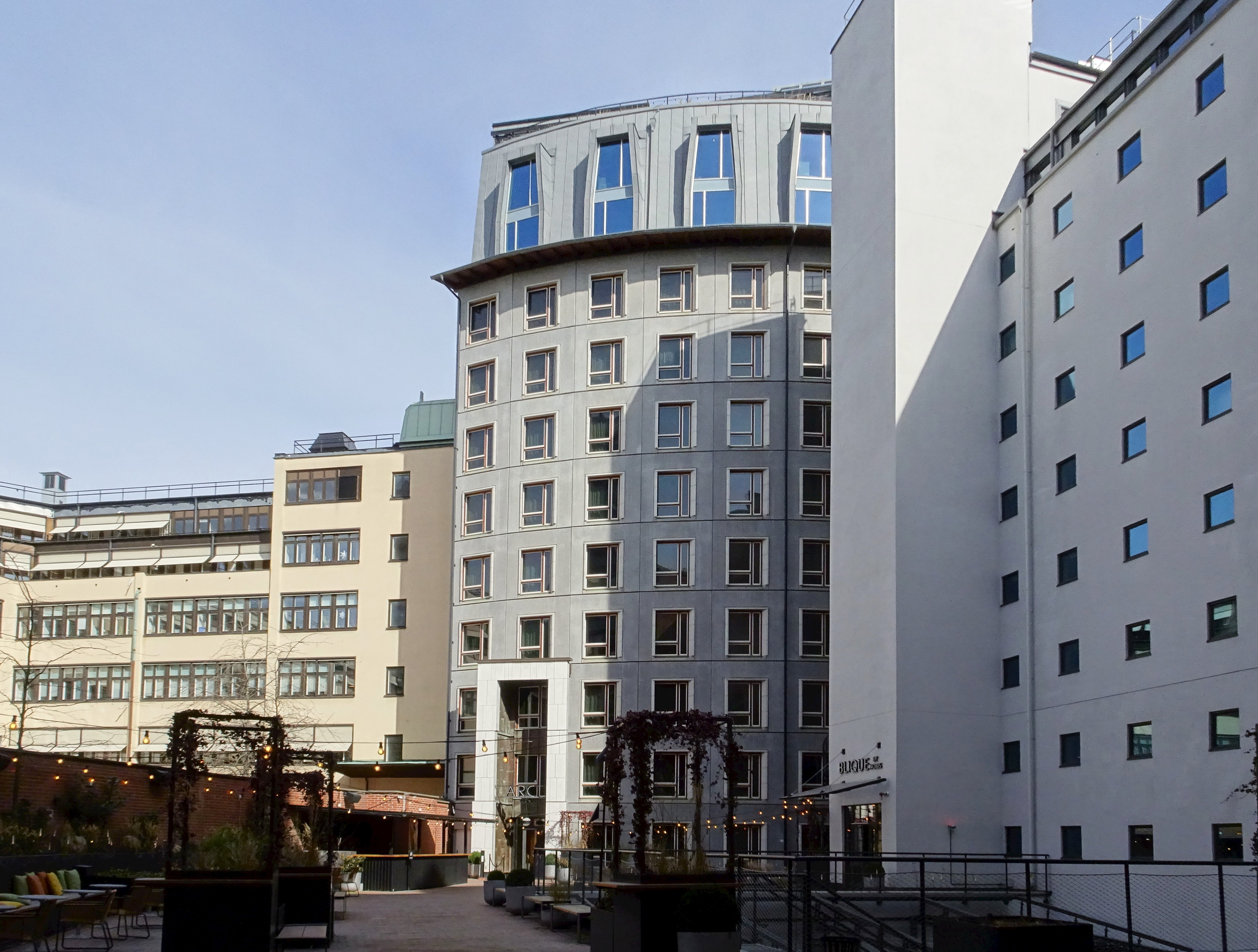
Kontorshus på kvarteret Blästern (Gävlegatan, Stockholm) ritat 1990 av Alenius Silfverhielm Åhlund Arkitektkontor.

Eric Magnus Ehrenfried Silfverhielm, född 12 maj 1945 i Solna, är en svensk arkitekt och inredningsarkitekt.

## Biografi
Silfverhielm, som är son till civilingenjör Eric Silfverhielm och Ellen Bengtsson, utexaminerades som inredningsarkitekt vid Konstfackskolan 1970 och arkitekt vid Kungliga Tekniska högskolan 1980. Han var anställd av Erik Karlström Inredningsarkitekt AB 1966–1971, Kungliga Tekniska högskolans avdelning för husbyggnad 1973–1975, Jan Henriksson Arkitektkontor AB 1975–1982, Konstfackskolans institution för inredningsarkitektur 1982–1985, Alenius Silfverhielm Åhlund Arkitektkontor AB (tillsammans med Stefan Alenius och Jonas Åhlund) 1984–1993, Magnus Silfverhielm Arkitekt AB från 1994 och tillförordnad professor vid Högskolan för design och konsthantverk i Göteborg från 1995. 
Silfverhielm var ledamot av Svenska institutets referensgrupp för arkitektur, stadsbyggnad, design och konsthantverk 1983–1992, styrelseledamot i Föreningen Svensk Form 1983–1993 och ordförande där från 1993. Han har hållit utställningarna Manierismer (1980), Åttiorummaren (1980–1981), Villa Lante i huvudet (1983) och World of Work för Arbetets museum (1991). Han har ritat bostadshus i Skarpnäck (1989), ombyggnad och inredning för Liber (1990), Sevillapaviljongen (1992), Måltidens hus i Grythyttan (1994), ombyggnad och inredning för Byggforskningsrådet (1995) och varit idégivare för Nobelfestligheter från 1991.